# НЛО в городе Аврора

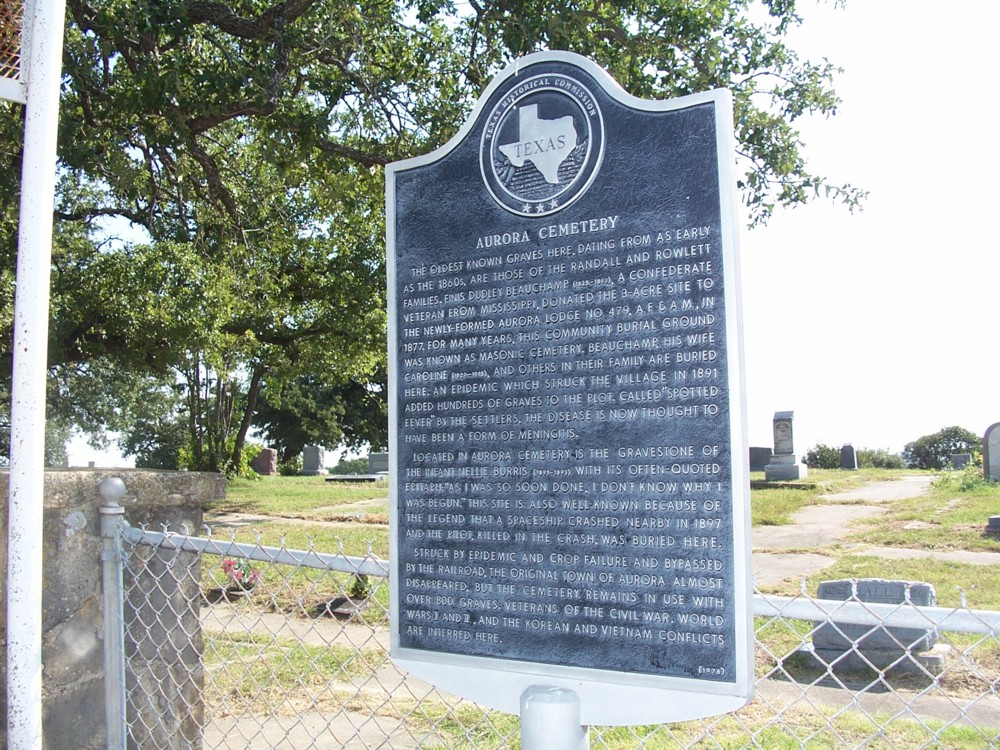
Табличка Исторической Комиссии Техаса на воротах кладбища в г. Аврора около места предполагаемого захоронения пришельца с кратким изложением события.

НЛО в городе Аврора — инцидент, связанный с предположительным крушением НЛО, который, по сообщениям, произошёл 17 апреля 1897 в Авроре, штат Техас, США, небольшом городе к северо-западу от Далласского метроплекса. Инцидент, по сообщениям, явился результатом катастрофы. Предполагаемое тело пилота-пришельца, по сообщениям, похоронено в неотмеченной могиле на местном кладбище.

## Информация об инциденте
В период 1896—1897 годов (приблизительно за шесть или семь лет до первого полёта братьев Райт) в Соединённых Штатах появились сообщения о многочисленных наблюдениях сигарообразного воздушного корабля.
Одно из таких сообщений появилось в выпуске от 19 апреля 1897 года в газете Dallas Morning News. Автором его был житель г. Авроры С. Хэйдон. Предполагаемый НЛО, как он сообщал, поразил ветряную мельницу, находящуюся в собственности судьи Дж. Проктора, два дня назад (то есть 17 апреля) в 6:00 по местному (центральному) времени, что привело к его крушению. Пилот — существо небольшого роста с сильно деформированным телом (который, как сообщалось, был «не из этого мира» и «марсианином» согласно предположению офицера из соседнего Форт-Уэрта) — якобы не пережил катастрофу, и был похоронен «по христианскому обряду» на соседнем кладбище г. Авроры (кладбище содержит табличку Техасской исторической комиссии, которая упоминает инцидент).
Согласно заявлению, обломки с места крушения были сброшены в колодец, расположенный около повреждённой ветряной мельницы, в то время как другие люди занимались похоронами пришельца. По некоторым данным, вместе с пришельцем были так же найдены записи, сделанные неизвестными иероглифами, которые, скорее всего, являются какими-либо документами.
В 1945 году Броули Оутс купил участок с мельницей у судьи Проктора. Оутс, когда вычищал колодец от обломков, чтобы использовать его в качестве источника воды, испытал очень серьёзный приступ артрита. По его мнению это произошло в результате употребления воды, загрязнённой обломками от крушения, сваленных в колодец. После этого Оутс накрыл колодец бетонной плитой и сверху построил надворную постройку (согласно надписи на плите, это было сделано в 1957 году).

## Версии о мистификации
Версия о том, что вся эта история является мистификацией, основана в первую очередь на историческом исследовании, выполненном Барбарой Брэммер, бывшим мэром г. Авроры. Её исследования показали, что за несколько месяцев до предполагаемой катастрофы Аврора пережила ряд трагических инцидентов. Во-первых, хлопковый урожай (основной источник городского дохода) был уничтожен долгоносиками. Во-вторых, пожар в западной части города уничтожил несколько зданий и унёс несколько жизней. Вскоре после пожара в городе вспыхнула эпидемия сыпного тифа. При этом умерло большое количество горожан (почти 3000 жителей), что привело к карантину в городе.
Запланированная железная дорога в итоге была построена в 43,5 км от Авроры, из-за чего город не получил дальнейшего развития. Исследование Брэммер показало, что Хэйдон был известен в городе как большой шутник.
В итоге она пришла к заключению, что статья Хэйдона была последней попыткой вдохнуть жизнь в приходящий в упадок город.
Это косвенно подтверждается тем, что Хэйдон никогда не пытался что-то рассказать ещё дополнительно, — он даже не рассказывал подробностей относительно похорон пришельца, которые сами по себе являлись бы наверняка очень необычным событием, учитывая значение данного случая. Трудно предположить что гуманоиды пользовались в космическом корабле не компьютерными технологиями, а составляли документы на бумаге с помощью своих иероглифов.
Далее, в 1979 году, журнал Time взял интервью у Этты Пег, которая утверждала, что Хэйдон выдумал всю историю, заявляя, что Хэйдон написал её как шутку, которая привлекла бы интерес к Авроре. «Железная дорога обошла нас, и город умирал». Пег также утверждала, что судья Проктор никогда не имел ветряной мельницы в своей собственности, — однако позже данное заявление было опровергнуто.
На сегодняшний день не существует никаких доказательств реальности существования НЛО и его аварии.

## Фильмография
- Американский научно-фантастический фильм 1986 года The Aurora Encounter отчасти основан на данном предполагаемом событии[6].
- «Древние пришельцы. Пришельцы и Дикий Запад» (англ. Aliens and the Old West) — научно-популярный фильм, снятый в 2011 г.